# Zinho Vanheusden
Zinho Vanheusden (Hasselt, 29 de julho de 1999) é um futebolista belga que atua como zagueiro. Atualmente joga pelo Marbella.

## Títulos
Standard Liège
- Copa da Bélgica: 2017–18[2]

Inter Primavera
- Super Copa Primavera: 2017–18[2]
- Campeonato Primavera - Troféu Giacinto Facchetti: 2016–17
- Primavera TIM Cup: 2016–17